# Campionat d'Espanya d'hoquei sobre patins femení 2005
El XIII Campionat d'Espanya femení d'hoquei sobre patins fou la tretzena edició del Campionat d'Espanya. Se celebrà des del 29 d'abril fins al 2 de maig de 2005 al Polieportiu Valleagudo de Coslada i fou organitzat per la Federació Espanyola de Patinatge. Hi participaren vuit equips, procedents de la lliga catalana, gallega i interautonòmica. El campionat se celebrà en dues fases, la primera en format de fase regular i la segona en format d'eliminació directa. A la primera fase, els clubs participants es distribuïren en dos grups de quatre equips cadascun. Els dos primers classificats d'ambdós grups accediren a la segona fase del campionat, disputant la semifinal i final. Així mateix, la resta de posicions, del tercer al vuitè, es determinaren en el mateix format.
Es proclamà campió el Club Patí Voltregà, que guanyà el seu segon campionat d'Espanya.

## Clubs participants
- Club Patín Alcorcón
- Centre d'Esports Arenys de Munt
- Club Hockey Coslada
- Biesca Gijón Hockey Club
- Club Patín Pereda
- Club Ureca
- Club Patí Voltregà
- Vigo Stick Traviesas

## Primera fase

### Fase regular
|          | CP Pereda | 1-5     | CH Coslada | Coslada                |  |
| Partit 1 |           | Informe |            | Polieportiu Valleagudo |  |

|          | CP Voltregà | 11-0    | Club Ureca | Coslada                |  |
| Partit 2 |             | Informe |            | Polieportiu Valleagudo |  |

|          | CE Arenys de Munt | 5-0     | Vigo Stick | Coslada                |  |
| Partit 3 |                   | Informe |            | Polieportiu Valleagudo |  |

|          | Biesca Gijón HC | 2-5     | CP Alcorcón | Coslada                |  |
| Partit 4 |                 | Informe |             | Polieportiu Valleagudo |  |

|          | CE Arenys de Munt | 3-0     | Biesca Gijón HC | Coslada                |  |
| Partit 5 |                   | Informe |                 | Polieportiu Valleagudo |  |

|          | CP Alcorcón | 6-0     | Vigo Stick | Coslada                |  |
| Partit 6 |             | Informe |            | Polieportiu Valleagudo |  |

|          | CP Voltregà | 8-0     | CH Coslada | Coslada                |  |
| Partit 7 |             | Informe |            | Polieportiu Valleagudo |  |

|          | Club Ureca | 3-0     | CP Pereda | Coslada                |  |
| Partit 8 |            | Informe |           | Polieportiu Valleagudo |  |

|          | CE Arenys de Munt | 0-0     | CP Alcorcón | Coslada                |  |
| Partit 9 |                   | Informe |             | Polieportiu Valleagudo |  |

|           | Biesca Gijón HC | 2-2     | Vigo Stick | Coslada                |  |
| Partit 10 |                 | Informe |            | Polieportiu Valleagudo |  |

|           | CP Pereda | 0-12    | CP Voltregà | Coslada                |  |
| Partit 11 |           | Informe |             | Polieportiu Valleagudo |  |

|           | CH Coslada | 1-2     | Club Ureca | Coslada                |  |
| Partit 12 |            | Informe |            | Polieportiu Valleagudo |  |

### Classificació
El CP Alcorcón i el CE Arenys de Munt, del grup A, i el CP Voltregà i el Club Ureca, del grup B, es classificaren per disputar la semifinal del campionat. El primer classificat del grup A es decidí per la diferència de gols.
|                                       | Equip classificat per les semifinals                  |
|                                       | Equip classificat per disputar el cinquè i vuitè lloc |
| Nota: Noms dels equips segons l'època |                                                       |

| Grup A | Grup A            | Grup A | Grup A | Grup A | Grup A | Grup A | Grup A | Grup A | Grup A |
| Pos.   | Club              | Punts  | PJ     | PG     | PE     | PP     | GF     | GC     | Gav    |
| ------ | ----------------- | ------ | ------ | ------ | ------ | ------ | ------ | ------ | ------ |
| 1      | CP Alcorcón       | 7      | 3      | 2      | 1      | 0      | 11     | 2      | +9     |
| 2      | CE Arenys de Munt | 7      | 3      | 2      | 1      | 0      | 8      | 0      | +8     |
| 3      | Biesca Gijón HC   | 1      | 3      | 0      | 1      | 2      | 4      | 10     | -6     |
| 4      | Vigo Stick        | 1      | 3      | 0      | 1      | 2      | 2      | 13     | -11    |

| Grup B | Grup B      | Grup B | Grup B | Grup B | Grup B | Grup B | Grup B | Grup B | Grup B |
| Pos.   | Club        | Punts  | PJ     | PG     | PE     | PP     | GF     | GC     | Gav    |
| ------ | ----------- | ------ | ------ | ------ | ------ | ------ | ------ | ------ | ------ |
| 1      | CP Voltregà | 9      | 3      | 3      | 0      | 0      | 31     | 0      | +31    |
| 2      | Club Ureca  | 6      | 3      | 2      | 0      | 1      | 5      | 12     | -7     |
| 3      | CH Coslada  | 3      | 3      | 1      | 0      | 2      | 6      | 11     | -5     |
| 4      | CP Pereda   | 0      | 3      | 0      | 0      | 3      | 1      | 20     | -19    |

## Fase final

### Quadre de competició
|  | Semifinals        | Semifinals  |                     |   | Final | Final |
|  |                   |             |                     |   |       |       |
|  | 2 de maig         |             |                     |   |       |       |
|  |                   |             |                     |   |       |       |
|  | CP Voltregà       | 4           |                     |   |       |       |
|  | CP Voltregà       | 4           | 1 de maig           |   |       |       |
|  | CE Arenys de Munt | 3           |                     |   |       |       |
|  | CE Arenys de Munt | 3           | CP Voltregà         | 8 |       |       |
|  | 2 de maig         |             | CP Voltregà         | 8 |       |       |
|  |                   | CP Alcorcón | 2                   |   |       |       |
|  | CP Alcorcón       | CP Alcorcón | 2                   | 7 |       |       |
|  | CP Alcorcón       |             |                     | 7 |       |       |
|  | Club Ureca        | 2           |                     |   |       |       |
|  | Club Ureca        | 2           | Tercer i quart lloc |   |       |       |
|  |                   |             |                     |   |       |       |
|  | 1 de maig         |             |                     |   |       |       |
|  |                   |             |                     |   |       |       |
|  | CE Arenys de Munt | 0 (2)       |                     |   |       |       |
|  | CE Arenys de Munt | 0 (2)       |                     |   |       |       |
|  | Club Ureca        | 0 (1)       |                     |   |       |       |

### Final
| CP Voltregà | CP Alcorcón |

|                         | \| Campió d'Espanya 2005 \| \| ----------------------- \| \| CP Voltregà Segon títol \| |
| Campió d'Espanya 2005   |                                                                                         |
| CP Voltregà Segon títol |                                                                                         |